# 庵原忠縁
庵原 忠縁（いはら ただより）は、戦国時代の武将。今川氏の家臣。義兄は庵原城主・庵原忠胤。将監と称した。

## 略歴
庵原氏の出身で、当初は今川義元に仕えた。永禄3年（1560年）の桶狭間の戦いに参戦し（ここで討死したというのは誤伝）、織田信長軍と戦っている。戦後は義元の子・氏真に仕え、武田信玄の駿河国侵攻の際も徹底抗戦を貫き、最後まで今川家に忠誠を尽くした。